# Helmut Vogl
Helmut Vogl (* 1944 in Gnigl) ist ein österreichischer Karikaturist, Schauspieler und Herausgeber.

## Leben und Werk
Geboren und Aufgewachsen in Salzburg-Gnigl, studierte er Naturgeschichte und Physik in Innsbruck. Er war von 1969 bis 1970 Mittelschullehrer in Wien und begann damals mit der zeichnerischen Tätigkeit. Ersten Veröffentlichungen in pardon, Süddeutsche Zeitung, Weltwoche und anderen folgten politische Cartoons für Zeitschriften wie Die Furche profil, Salzburger Nachrichten und der Wiener Zeitung. In all den Jahren hat er für beinahe allen namhaften deutschsprachigen Zeitschriften gearbeitet.
1975 arbeitet er an Trickfilmen in München und Köln, u. a. Hanna-Barbera, Addams Family, Sir John der Gespensterdetektiv, und ein Jahr als Zeichner am Wickie-Comic. Nebenbei arbeitete er zur Existenzerhaltung wiederholt als Wirt, als solcher führte er 1979/80 das SOG in Salzburg - Nonntal, Bücherverkäufer, Gärtner, Hilfsarbeiter, Tischler und in anderen diversen Berufen.
1982 gründet er das österreichische Satiremagazin Watzmann, mit dem er unter anderen Gerhard Haderer entdeckt, der immer wieder Titelblätter illustriert. Aus finanziellen Gründen übergibt er das Magazin 1984 an Helmut Hütterer.
1985 ist er der Hauptdarsteller in Wolfram Paulus Film Heidenlöcher.
In den 1990er Jahren erregte er auch internationale Aufmerksamkeit mit seinen im Eichborn Verlag erschienen Kalenderbildern Promi-Orgasmen, mit Karikaturen von berühmten Persönlichkeiten im Moment des Orgasmus.
Lebte drei Jahre lang in einem Hausboot in Frankreich, führte von 2003 bis 2005 das Gasthaus Vogl & Co in Salzburg Aigen. Er ist seit einigen Jahren in Pension, hat aber seinen Zeichenstift noch nicht weggelegt und erst kürzlich das Titelblatt für Rappelkopf gezeichnet.

## Publikationen
- Vogl-Perspektive. Eigenverlag, Salzburg 1997, DNB 954999835.